# Dispositiu mòbil
Un dispositiu mòbil és un aparell electrònic de mides reduïdes i lleugers que pot ser utilitzat mentre es transporten. Normalment tenen capacitat per a connectar-se a Internet i solen estar dissenyats per a realitzar una tasca concreta; tot i això, hi ha dispositius que ens permeten realitzar diferents tasques amb el mateix aparell. Aquests dispositius normalment també poden connectar-se a un ordinador per tal de complementar les seves funcions, actualitzar-se, transferir dades, etc.
Els dispositius mòbils més populars des de començaments del segle xxi són sens dubte els telèfons mòbils, utilitzats diàriament per la gran majoria de la població. Als primers smartphones o telèfons intel·ligents es van unir, a finals de la dècada de 2000, els tablets o tauletes, més grans, però essencialment iguals a aquells. L'entrada i sortida de dades es realitza des de llavors generalment a través d'una interfície de pantalla tàctil. Els telèfons/tauletes i els assistents digitals personals poden proporcionar gran part de la funcionalitat d'un ordinador portàtil/d'escriptori, però de manera més convenient, a més de funcions exclusives. Els assistents digitals empresarials poden proporcionar funcions empresarials addicionals, com ara la captura de dades integrada a través de codis de barres, RFID i lectors de targetes intel·ligents. Per al 2010, els dispositius mòbils sovint contenien sensors com acceleròmetres, magnetòmetres i giroscopis, que permeten la detecció d'orientació i moviment. Els dispositius mòbils poden proporcionar autenticació d'usuari biomètrica, com ara reconeixement facial o reconeixement d'empremtes dactilars.

## Història
La història del dispositiu mòbil ha estat marcada per l'augment de la convergència tecnològica. Els primers dispositius mòbils, com ara les calculadores de butxaca, els reproductors multimèdia portàtils, els dispositius de navegació per satèl·lit i les càmeres digitals, van excel·lir en l'ús previst, però no tenien múltiples facetes. Els assistents digitals personals (PDA) van proliferar a la dècada de 1990 com una manera d'escriure notes ràpidament, programar cites de negoci i establir recordatoris personals, com a complement de mà per a ordinadors portàtils més voluminosos.
Durant el mateix període, el telèfon mòbil va evolucionar des de donar suport a la comunicació de veu només a adaptar-se a la missatgeria de text, connectivitat a Internet, multimèdia i videotelefonia. Aquests telèfons amb funcions van donar lloc al telèfon intel·ligent modern, que combina tots els dispositius esmentats, i més, en un sol dispositiu. Des de finals dels anys 2000, els telèfons intel·ligents han estat el dispositiu mòbil més comú al món, en quantitat venuda, a causa de la seva gran convergència de tecnologies.

## Evolució del dispositiu mòbil

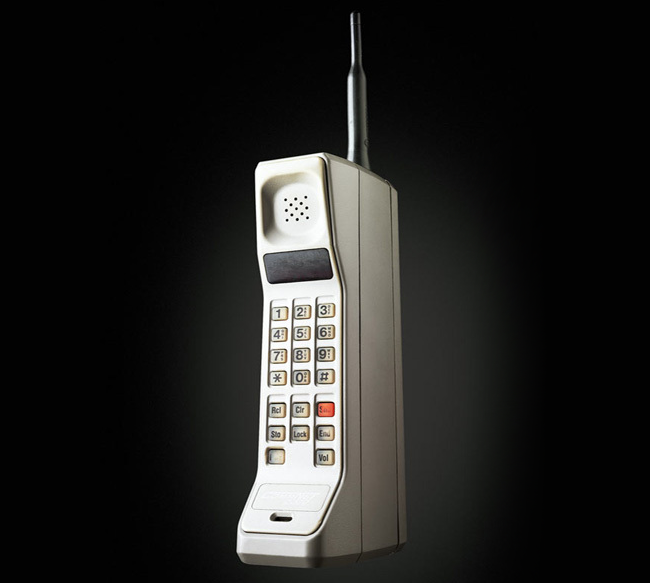
Motorola DynaTAC 8000X

Actualment, els dispositius mòbils s'han convertit en una part tan essencial de la vida quotidiana per a moltes persones que avui dia se’ns fa impossible imaginar-nos la vida sense ells. Aquests dispositius són tecnologies petites que possibiliten la comunicació, l’accés a la informació i l’execució d’aplicacions mitjançant una connexió a internet. Ara bé, si viatgem uns anys enrere, els telèfons intel·ligents encara no existien. En efecte, el primer dispositiu de telefonia mòbil va ser creat l’any 1983 per l’empresa Motorola i va ser conegut com a Motorola DynaTAC 8000X.
A la dècada del 1980, van aparèixer els primers telèfons mòbils comercials. Tot i que el desenvolupament de les xarxes cel·lulars analògiques van permetre una major accessibilitat als telèfons mòbils, aquests encara eren grans i costosos. L’any 1989, Motorola va fabricar el que es considera el primer mòbil lleuger, el Motorola MicroTAC 9800X.
Posteriorment, a la dècada de 1990, van començar a sorgir els primers telèfons mòbils considerats portàtils. Així mateix, a més de les trucades, aquests dispositius oferien funcions com l’enviament de missatges de text. Alguns dels tèlefons que més es van popularitzar van ser el Nokia 5110 i el Motorola StarTAC. Més endavant, concretament l'any 1993, l’empresa Bellsouth i IBM va marcar un veritable abans i un després en l’evolució. Va comercialitzar l’IBM Simon Personal Communicator, un mòbil amb funcions de PDA (Assitent Digital Personal) i pantalla tàctil. Aquest dispositiu oferia a l’usuari la possibilitat de trucar i d’enviar correus electrònics. A més, contenia rellotge, agenda i calculadora i, alhora, també permetia carregar imatges, mapes i música, mitjançant una targeta de memòria externa.

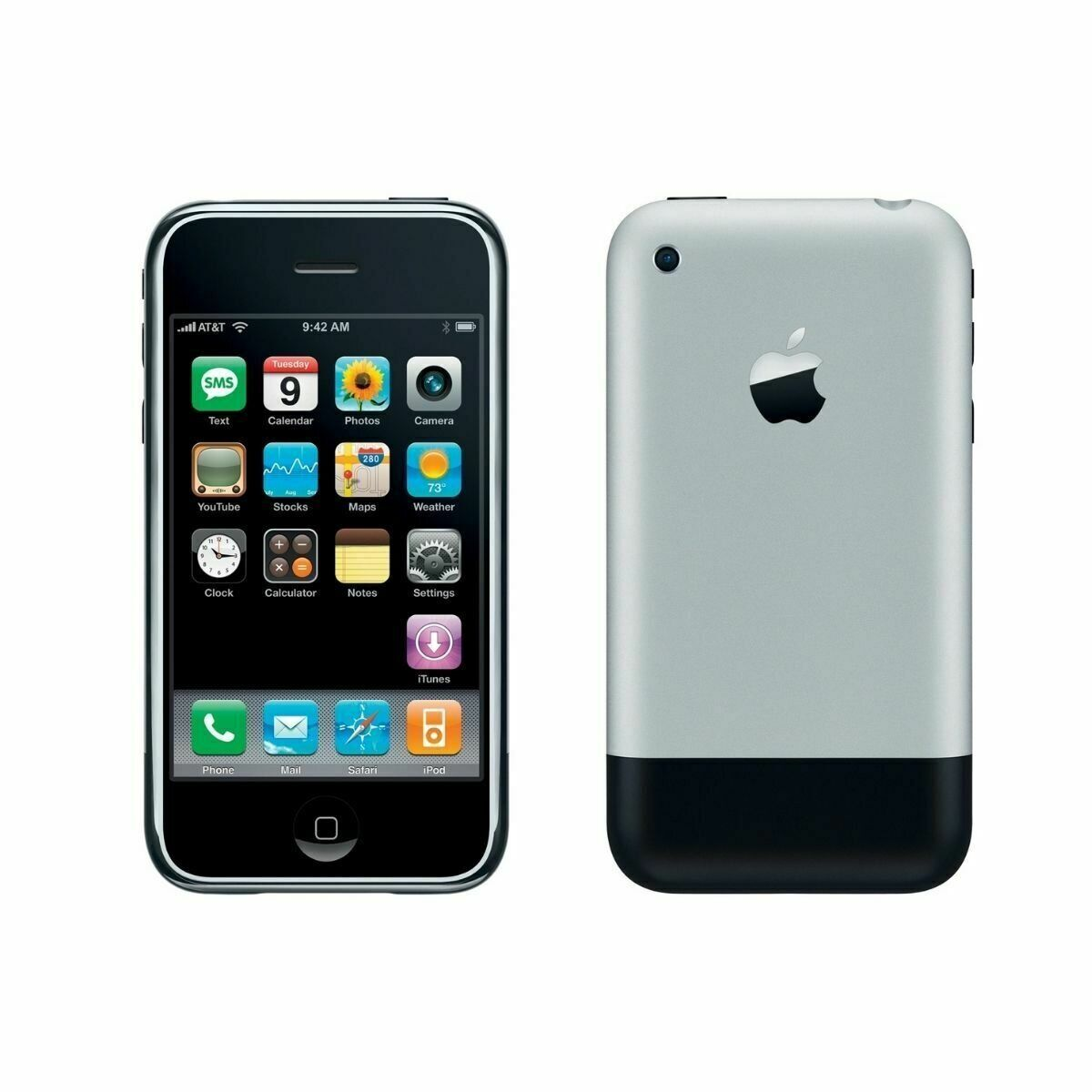
iPhone

Als anys 2000 es va produir l’arribada dels primers telèfons intel·ligents. En aquesta etapa es van popularitzar els dispositius BlackBerry gràcies a una millor funcionalitat del correu electrònic i el teclat físic. Més tard, amb l’arribada de l'iPhone l’any 2007, es va produir una revolució dels telèfons intel·ligents, capaç d’executar tota mena de programes i jocs. El llançament de la companyia californiana, va accelerar el llançament d’Android (2008), un altre sistema operatiu de nova generació desenvolupat per Google. A partir d’aquest moment, es van començar a crear dispositius competitius i més assequibles.
A la dècada de 2010, els telèfons intel·ligents van evolucionar cap a pantalles de major qualitat i mida. A més, es va produir una gran proliferació d’aplicacions mòbils i una gran millora en la càmera i la connectivitat de xarxa. D’aquesta manera, la comunicació de dades mòbils d’alta velocitat com 4G i 5G van fer possible l’streaming de jocs i aplicacions en temps real. D’altra banda, es van desenvolupar diversos sistemes operatius mòbils i es van incorporar funcions com la navegació GPS.
Finalment, en la dècada actual, s'han incorporat funcions avançades en els dispositius mòbils com el reconeixement facial, la intel·ligència artificial,  realitat augmentada i la càmera múltiple.

## Tipus

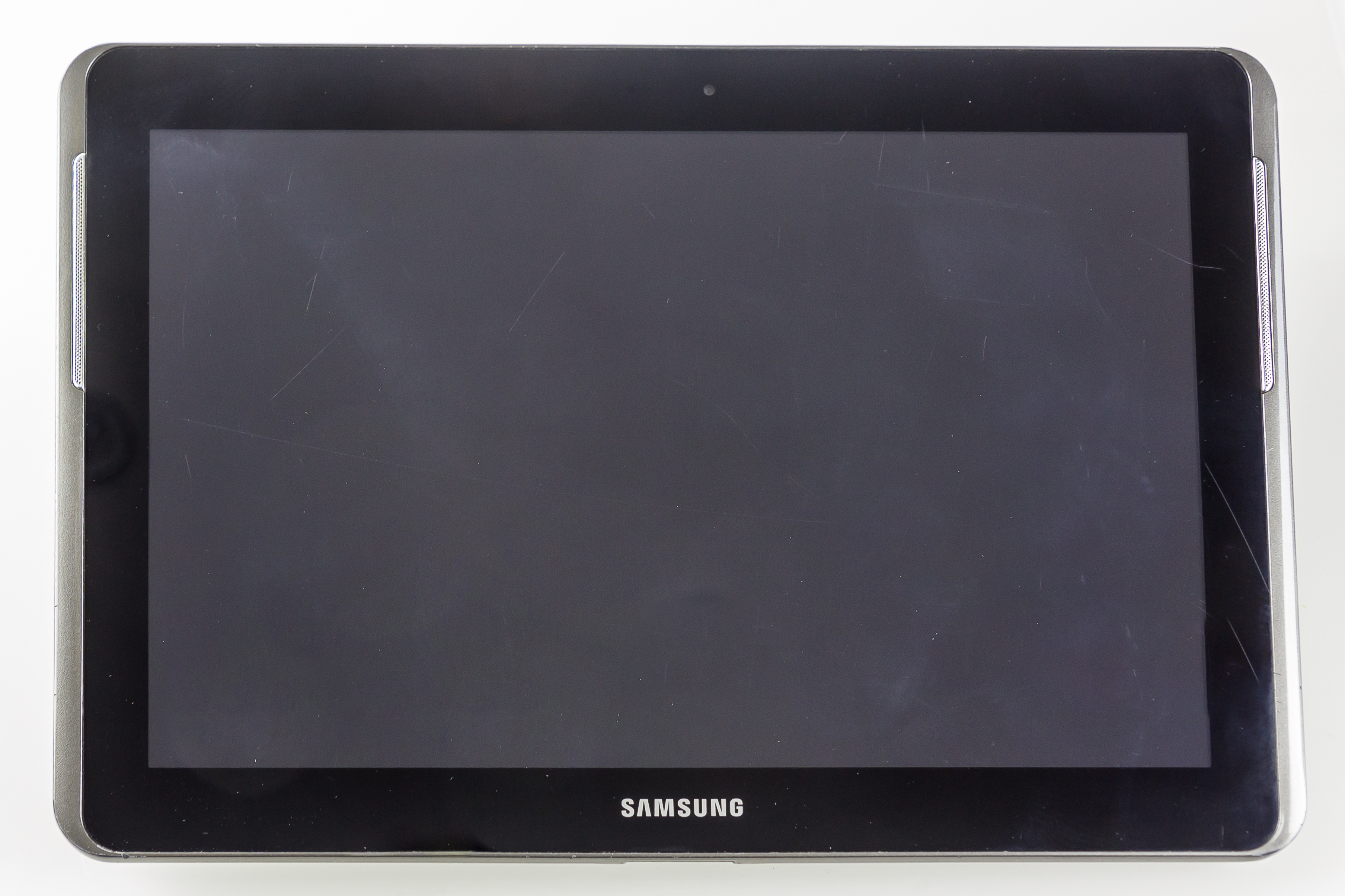
Tauleta

La mobilitat de dispositius es pot veure en el context de diverses qualitats:
- Dimensions físiques i pes
- Si el dispositiu és mòbil o algun tipus de host al qual està connectat és mòbil
- A quin tipus de dispositius host es pot vincular?
- Com es comuniquen els dispositius amb un host
- Quan es produeix la mobilitat

Estrictament parlant, molts dels anomenats dispositius mòbils no són mòbils. És l'amfitrió el que és mòbil, és a dir, un amfitrió humà mòbil porta un dispositiu de telèfon intel·ligent no mòbil. Un exemple d'un veritable dispositiu informàtic mòbil, on el dispositiu és mòbil, és un robot. Un altre exemple és un vehicle autònom. Hi ha tres formes bàsiques en què els dispositius mòbils es poden vincular físicament a hosts mòbils: acompanyats, muntats a la superfície o integrats a l'estructura d'un host, per exemple, un controlador integrat en un dispositiu host. Acompanyat es refereix a un objecte que està lligat sense prémer i que acompanya un amfitrió mòbil, per exemple, un telèfon intel·ligent es pot portar en una bossa o butxaca, però es pot extraviar fàcilment. Per tant, els amfitrions mòbils amb dispositius integrats, com un vehicle autònom, poden semblar més grans que de butxaca.
Com es va indicar anteriorment, la mida més comuna de dispositiu de computació mòbil és la mida de butxaca que es pot portar a la mà, però també hi ha altres mides per a dispositius mòbils. Mark Weiser, conegut com el pare de la computació ubiqua, computació a tot arreu, es va referir a les mides de dispositius que són de la mida d'una pestanya, un coixinet i un tauler, on les pestanyes es defineixen com a dispositius acompanyats o portàtils de la mida d'un centímetre, per exemple, es defineixen telèfons intel·ligents, phablets i coixinets com a dispositius portàtils de la mida dun decímetre. Si un canvia la forma dels dispositius mòbils en termes que no siguin plans, també pot tenir dispositius de pell i dispositius diminuts de la mida de pols. La pols es refereix a dispositius miniaturitzats sense interfícies HCI directes, per exemple, sistemes microelectromecànics (MEMS), que van des de nanòmetres fins a micròmetres i mil·límetres. Vegeu també Pols intel·ligent. Pell: teixits basats en polímers conductors i emissors de llum i dispositius informàtics orgànics. Aquests es poden formar en superfícies de visualització no planes més flexibles i productes com roba i cortines, consulteu pantalla OLED.
Tot i que la mobilitat sovint es considera com a sinònim de tenir connectivitat sense fils, aquests termes són diferents. No tot l'accés a la xarxa per part d'usuaris, aplicacions i dispositius mòbils s'ha de fer a través de xarxes sense fil i viceversa. Els dispositius sense fil poden ser estàtics i els usuaris mòbils es poden moure entre punts d'accés sense fil i per cable, com ara els cibercafès. Alguns dispositius mòbils es poden fer servir com a dispositius mòbils d'Internet per accedir a Internet mentre s'està en moviment, però no cal que ho facin i moltes funcions o aplicacions del telèfon segueixen operatives fins i tot quan estan desconnectats d'Internet. El que fa que el dispositiu mòbil sigui únic en comparació amb altres tecnologies és la flexibilitat inherent al maquinari i també al programari. Les aplicacions flexibles inclouen xat de vídeo, navegació web, sistemes de pagament, NFC, enregistrament d'àudio, etc. A mesura que els dispositius mòbils s'hi tornin omnipresents, hi haurà una proliferació de serveis que inclouran l'ús del núvol. Encara que una forma comuna de dispositiu mòbil, un telèfon intel·ligent, té una pantalla, una altra forma potser encara més comú de dispositiu informàtic intel·ligent, la targeta intel·ligent, per exemple, utilitzada com a targeta bancària o targeta de viatge, no té pantalla. Aquest dispositiu mòbil sovint té una CPU i memòria, però necessita connectar-se o inserir-se en un lector per mostrar-ne l'estat o les dades internes.
Entre aquests dispositius podríem trobar:
- Telèfon mòbil
- Telèfon intel·ligent
- Receptor GPS
- Organitzador personal (PDA)
- Cercapersones
- Ordinador portàtil
- Tauleta tàctil
- Calculadora
- Reproductor d'àudio digital
- Consola portàtil
- Càmera fotogràfica
- Càmera de vídeo

### Telèfon intel·ligent

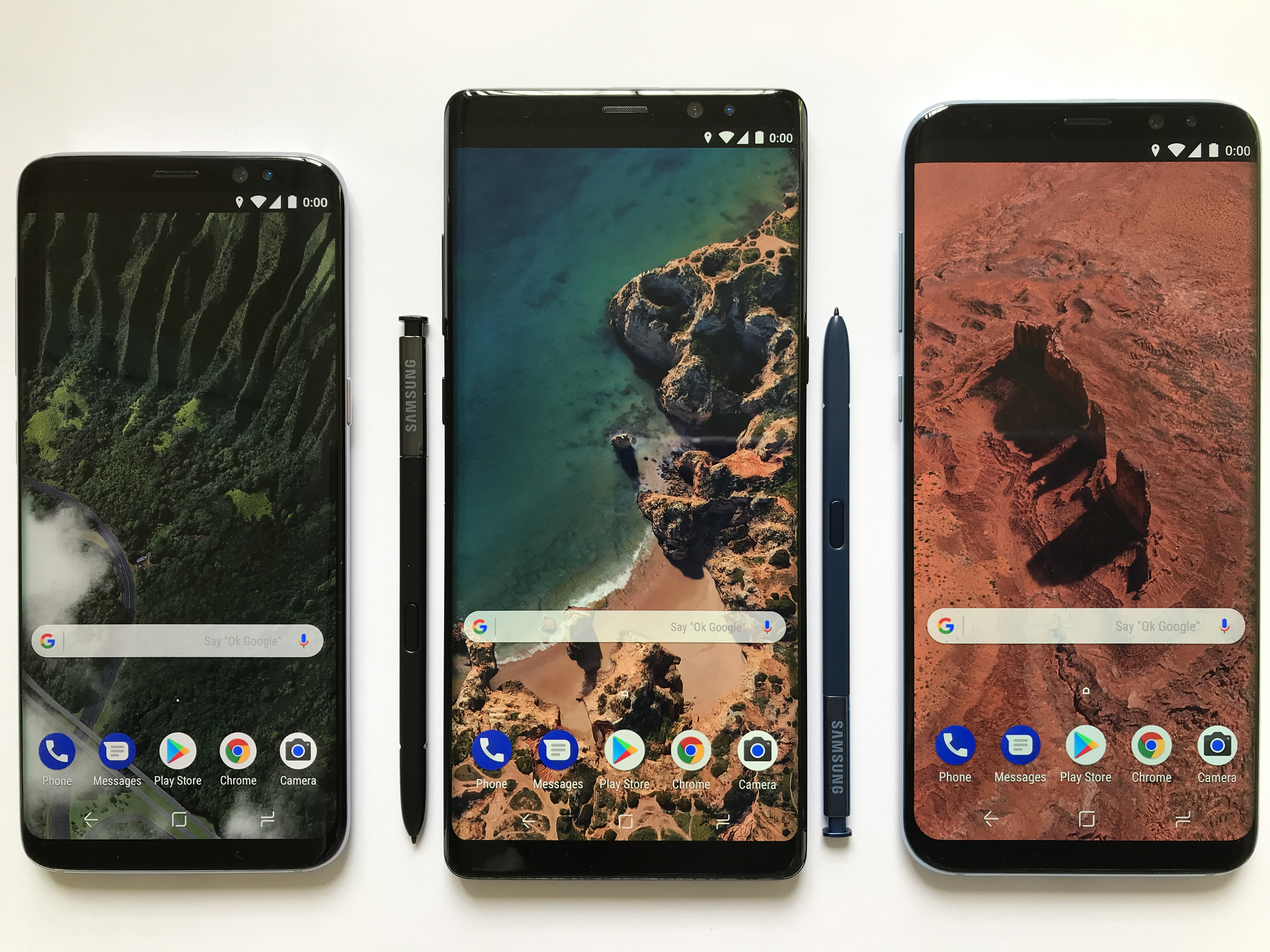
Telèfons intel·ligents.

Un telèfon intel·ligent és un ordinador de mà que combina les funcions d'un telèfon mòbil amb les d'un ordinador (accedir a la web, enviar correus electrònics i escoltar música). BlackBerry va ser un dels primers dispositius d'aquest tipus, llançat pel grup canadenc Research In Motion el 1999. L'arribada dels telèfons intel·ligents ha canviat els hàbits d'ús. A més de les trucades i els missatges SMS, els telèfons intel·ligents s'utilitzen comunament per accedir a Internet, enviar correus electrònics, fer fotos, consultar el pronòstic del temps, jugar o accedir a les xarxes socials. Segons eMarketer, el 2012, aproximadament el 55% de la població mundial posseeix un telèfon mòbil, inclosos diversos telèfons intel·ligents. El 80% de la població d'Europa Occidental i el 65% de la població d'Amèrica Llatina en tenen un. En alguns països el nombre de subscripcions de telefonia mòbil és més gran que el nombre d'habitants.
Actualment, el disseny dels telèfons intel·ligents és molt similar entre ells: rectangular, amb una o dues càmeres (tant frontal com posterior) i alguns botons (generalment 3, +volum, -volum i un botó per al bloqueig/encès/) apagat del dispositiu), ja que és totalment tàctil.

### Tauleta tàctil

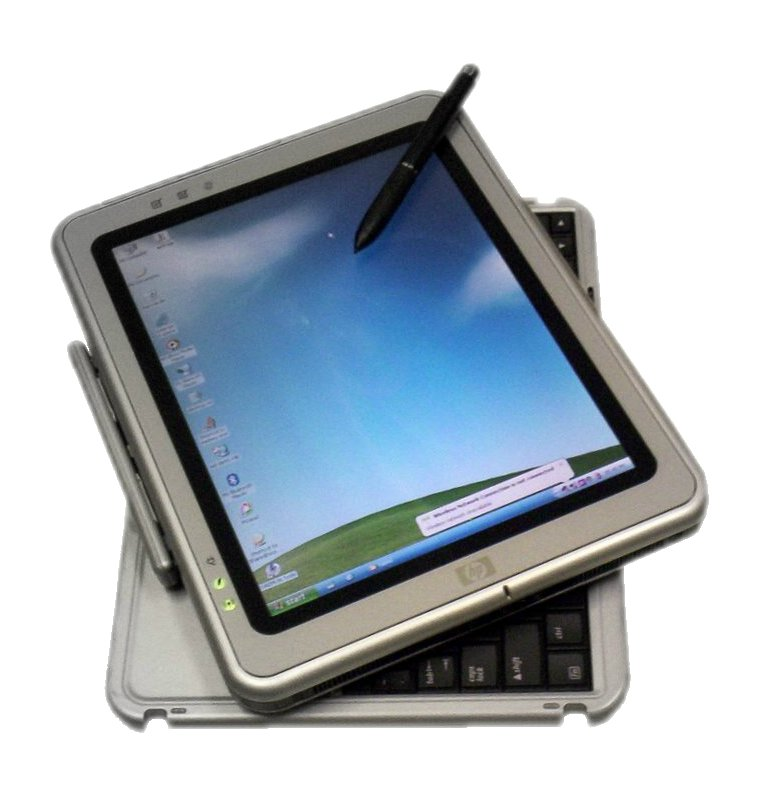
Compaq Tablet PC d'HP, donat a conèixer el 2001.

Una tauleta amb pantalla tàctil és un ordinador portàtil molt lleuger sense teclat. El text s'ingressa escrit a mà amb un bolígraf tocant la pantalla o oralment. La potència de càlcul d'una tauleta és menor que un ordinador d'escriptori. A les tauletes convertibles, la pantalla es pot voltejar i, per tant, el dispositiu es pot utilitzar com un ordinador portàtil. L'iPad d'Apple és una tauleta que executa el mateix programari que l'iPhone; té una pantalla de 10 polzades i pesa entre 460 i 650 grams, segons el model iPad el 2010. Aquests dispositius estan a mig camí entre el telèfon i l'ordinador personal. El 2013, la majoria d'aquests dispositius estan equipats amb un sistema operatiu de telèfon intel·ligent i s'utilitzen per a activitats similars a les d'un ordinador personal. Després del llançament de l'iPad, Steve Jobs, el seu creador, va anunciar la fi de l'era dels ordinadors personals.

## Seguretat i confidencialitat
Alguns estudis mostren que al voltant del 9% de les aplicacions "de bona reputació" instal·lades als dispositius mòbils interactuen amb llocs web "de molt mala reputació" sense que el portador del dispositiu se n'adoni. Entre els llocs de mala reputació s'inclouen portadors de virus (9%), llocs coneguts per manejar informació robada (15%), llocs de baixa qualitat segons les avaluacions dels usuaris (73%) i llocs de contingut no apte per a menors (74%). Aquests estudis recomanen instal·lar únicament les aplicacions indispensables als dispositius.

## Sistemes operatius mòbils
Un sistema operatiu mòbil o "SO mòbil" és un conjunt de programes de baix nivell que permet l'abstracció de les peculiaritats específic del telèfon mòbil i proveeix serveis a les aplicacions mòbils, que s'hi executen. Igual que els PC que utilitzen Windows, Linux o Mac OS, els dispositius mòbils tenen els seus sistemes operatius com ara Android, iOS, entre d'altres.
Per ordre alfabètic:
| - Android - Bada - BlackBerry OS - EMUI - Firefox OS - iOS | - Maemo - MeeGo - MIUI - Moblin (projecte) - Palm OS | - Sailfish OS - Symbian - Windows CE - Windows Phone - KaiOS |

## Exemples de dispositius mòbils

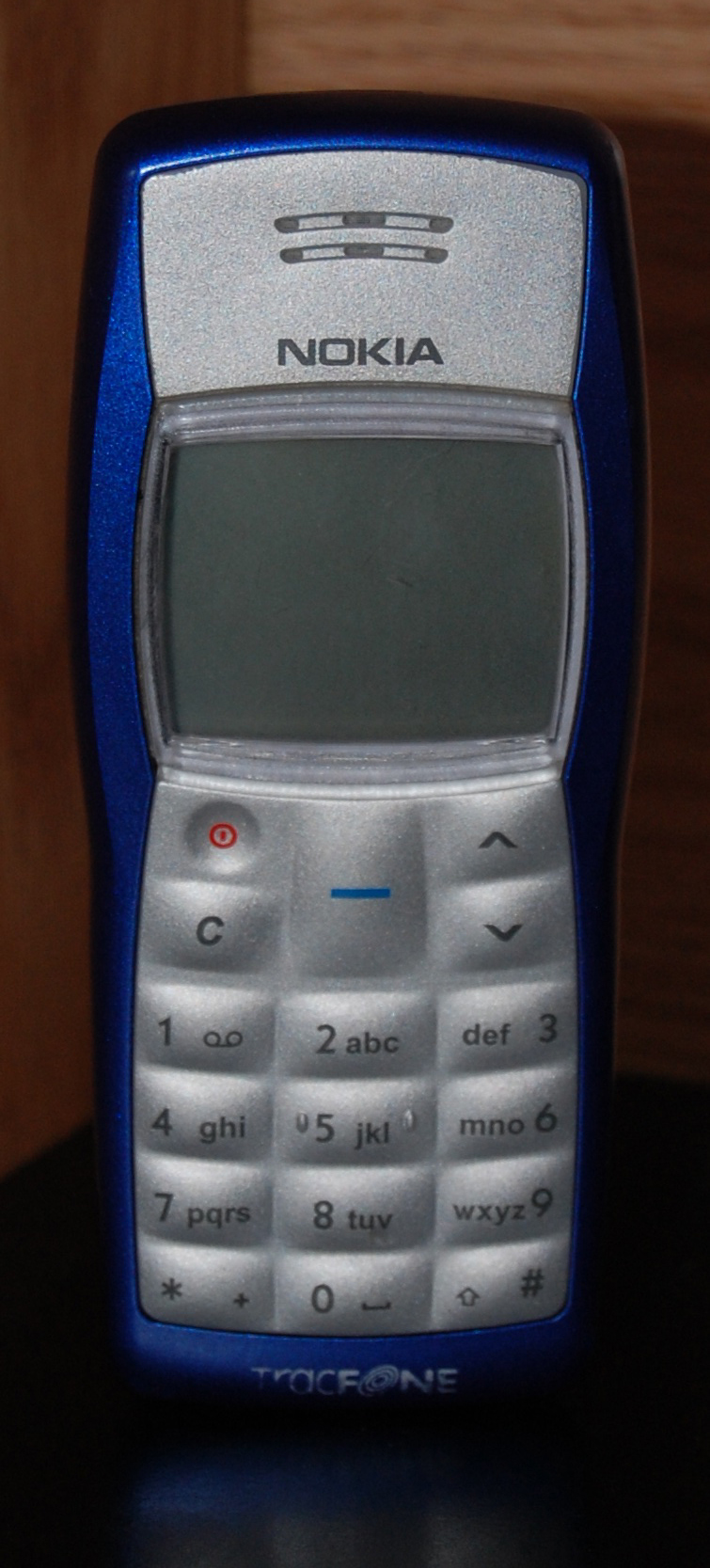
Telèfon mòbil
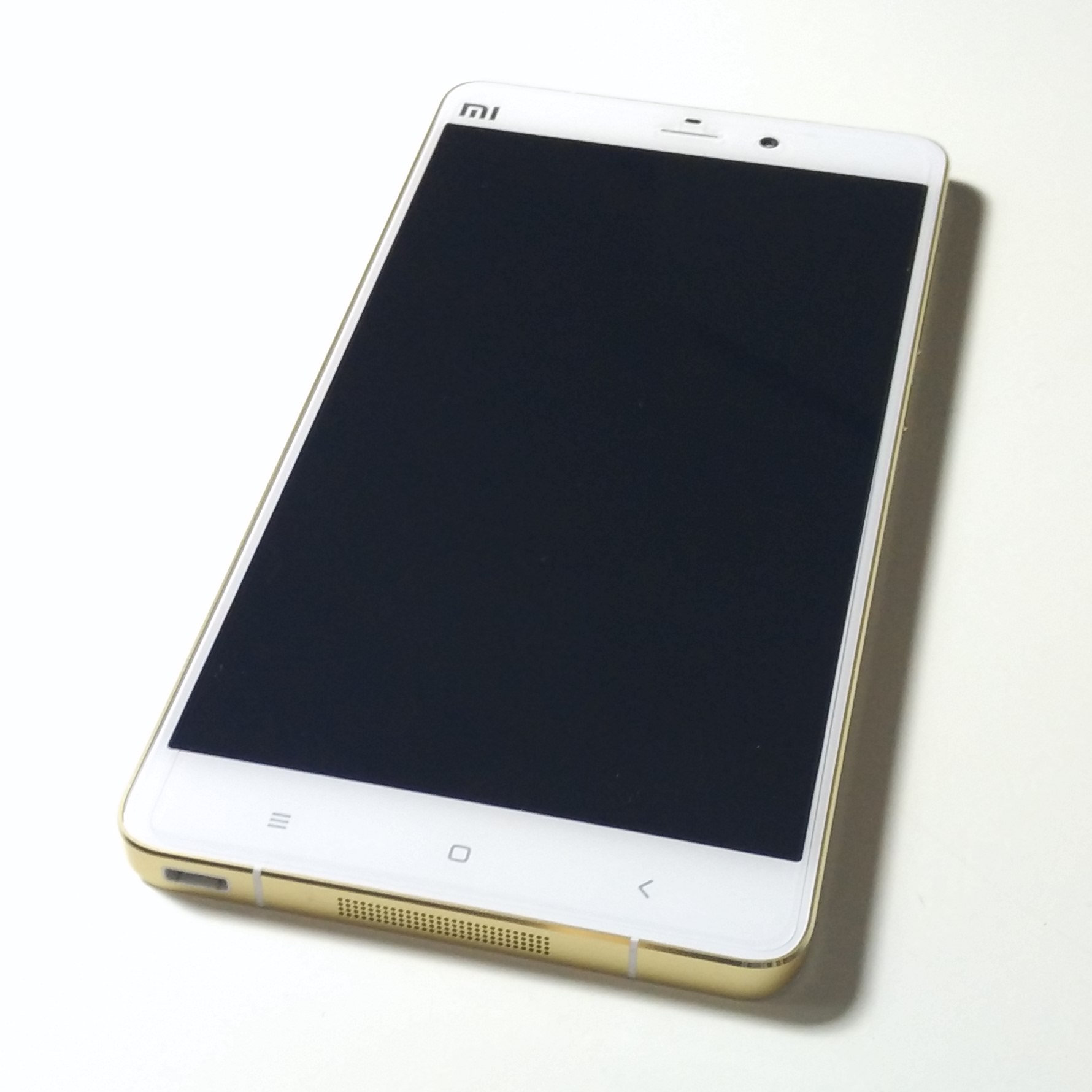
Telèfon intel·ligent
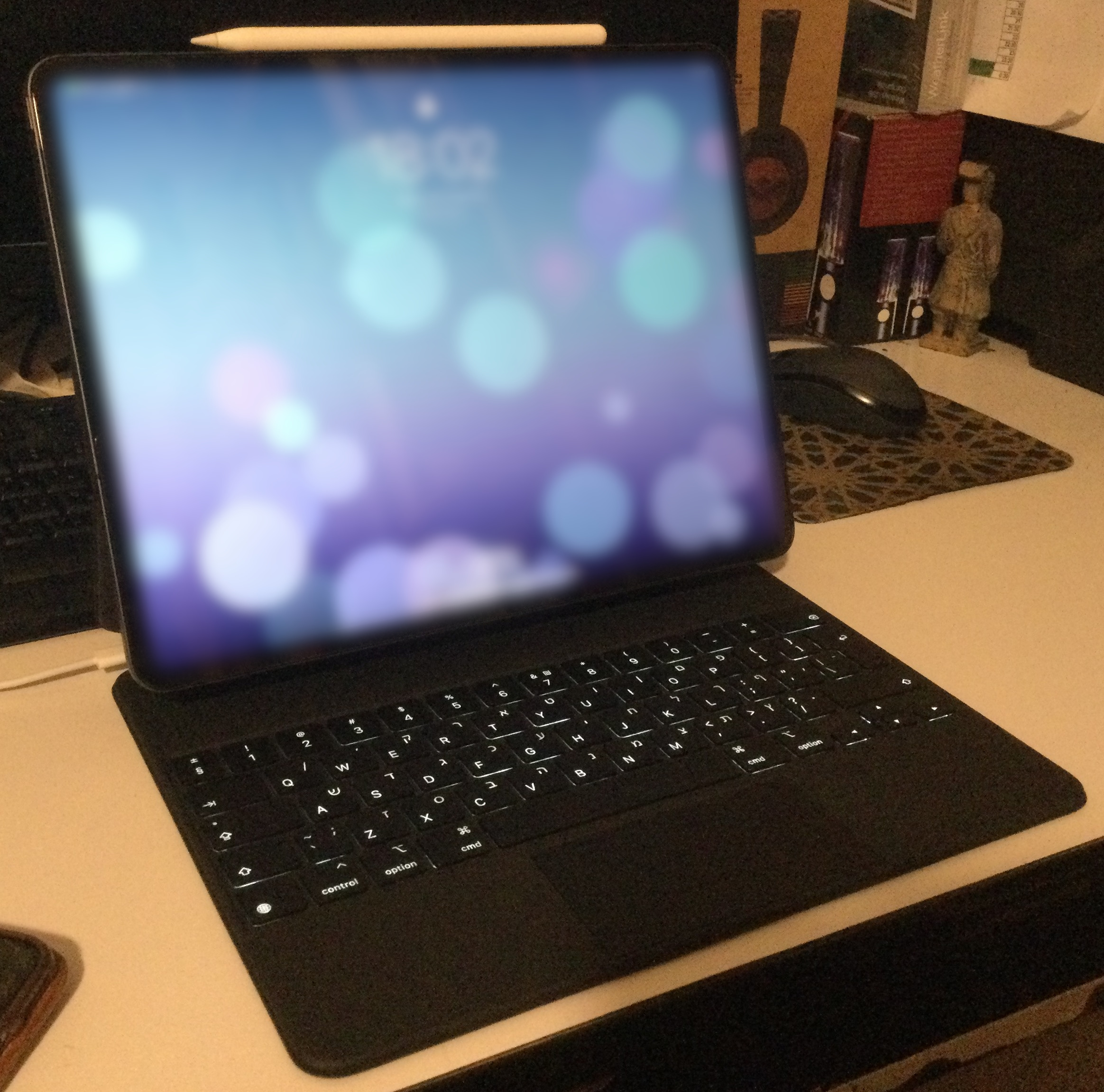
Tauleta tàctil
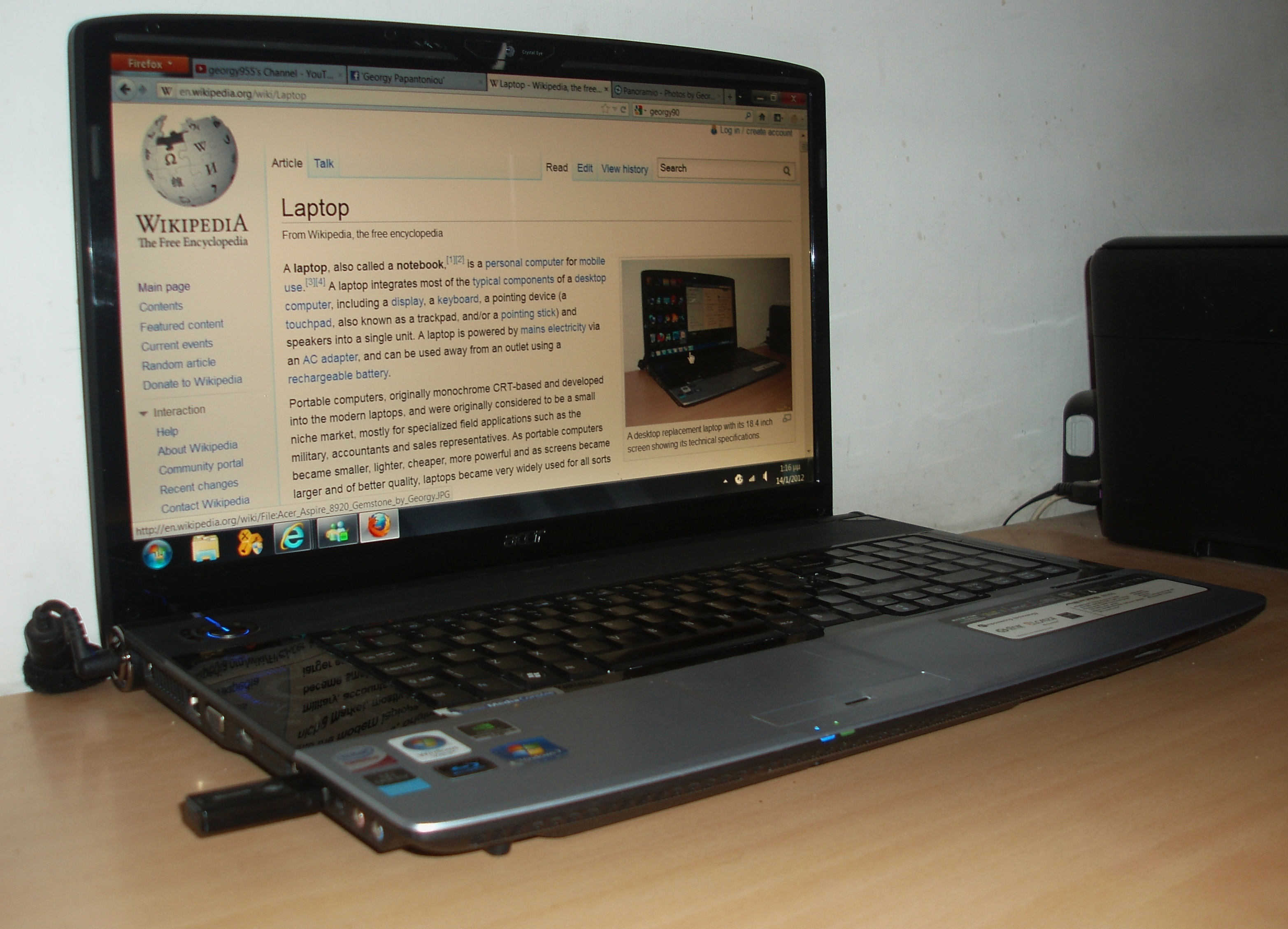
Ordinador portàtil
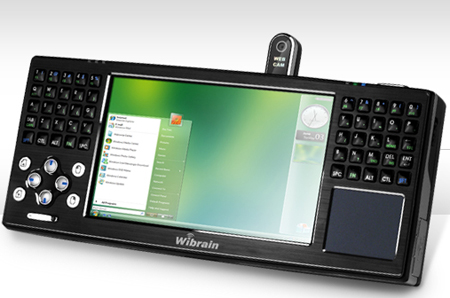
UMPC
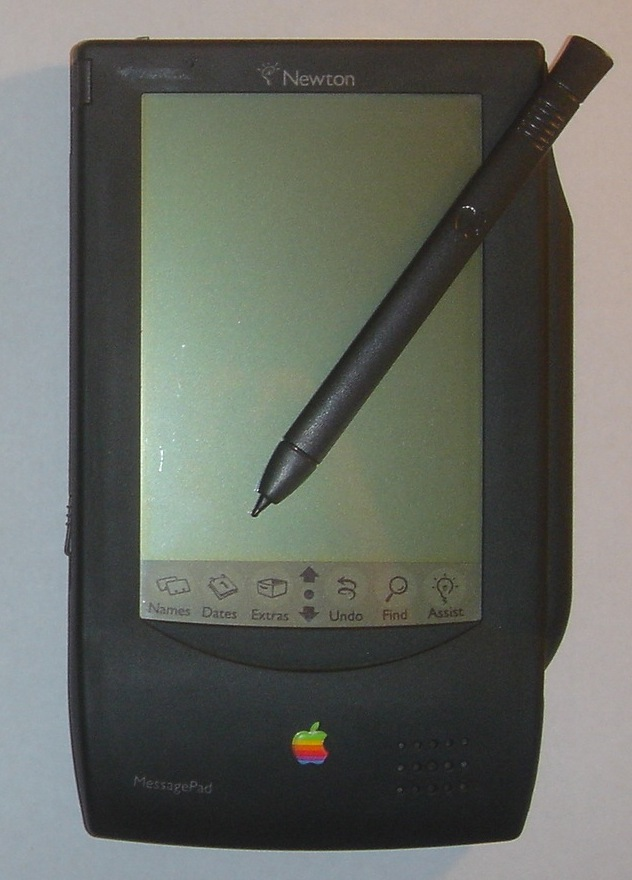
PDA